# Távora (Santa Maria e São Vicente)
Távora (Santa Maria e São Vicente) é uma freguesia portuguesa do município de Arcos de Valdevez, com 6,74 km² de área e 848 habitantes (censo de 2021). A sua densidade populacional é 125,8 hab./km².

## História
Foi constituída em 2013, no âmbito de uma reforma administrativa nacional, pela agregação das antigas freguesias de Santa Maria de Távora e São Vicente de Távora. e tem sede em Santa Maria de Távora

## Demografia
A população registada nos censos foi:
| Distribuição da População por Grupos Etários | Distribuição da População por Grupos Etários | Distribuição da População por Grupos Etários | Distribuição da População por Grupos Etários | Distribuição da População por Grupos Etários | Distribuição da População por Grupos Etários |
| -------------------------------------------- | -------------------------------------------- | -------------------------------------------- | -------------------------------------------- | -------------------------------------------- | -------------------------------------------- |
| Antes da agregação                           |                                              |                                              |                                              |                                              |                                              |
| Ano                                          | 0-14 anos                                    | 15-24 anos                                   | 25-64 anos                                   | >= 65 anos                                   | Total                                        |
| 2001                                         | 116                                          | 160                                          | 510                                          | 257                                          | 1043                                         |
| 2011                                         | 103                                          | 74                                           | 470                                          | 308                                          | 955                                          |
| Após a agregação                             |                                              |                                              |                                              |                                              |                                              |
| Ano                                          | 0-14 anos                                    | 15-24 anos                                   | 25-64 anos                                   | >= 65 anos                                   | Total                                        |
| 2021                                         | 76                                           | 71                                           | 391                                          | 310                                          | 848                                          |